# Rimularia mullensis
Rimularia mullensis är en lavart som först beskrevs av Stirt., och fick sitt nu gällande namn av Coppins. Rimularia mullensis ingår i släktet Rimularia och familjen Trapeliaceae.   Inga underarter finns listade i Catalogue of Life.